# 魚嘴鞋

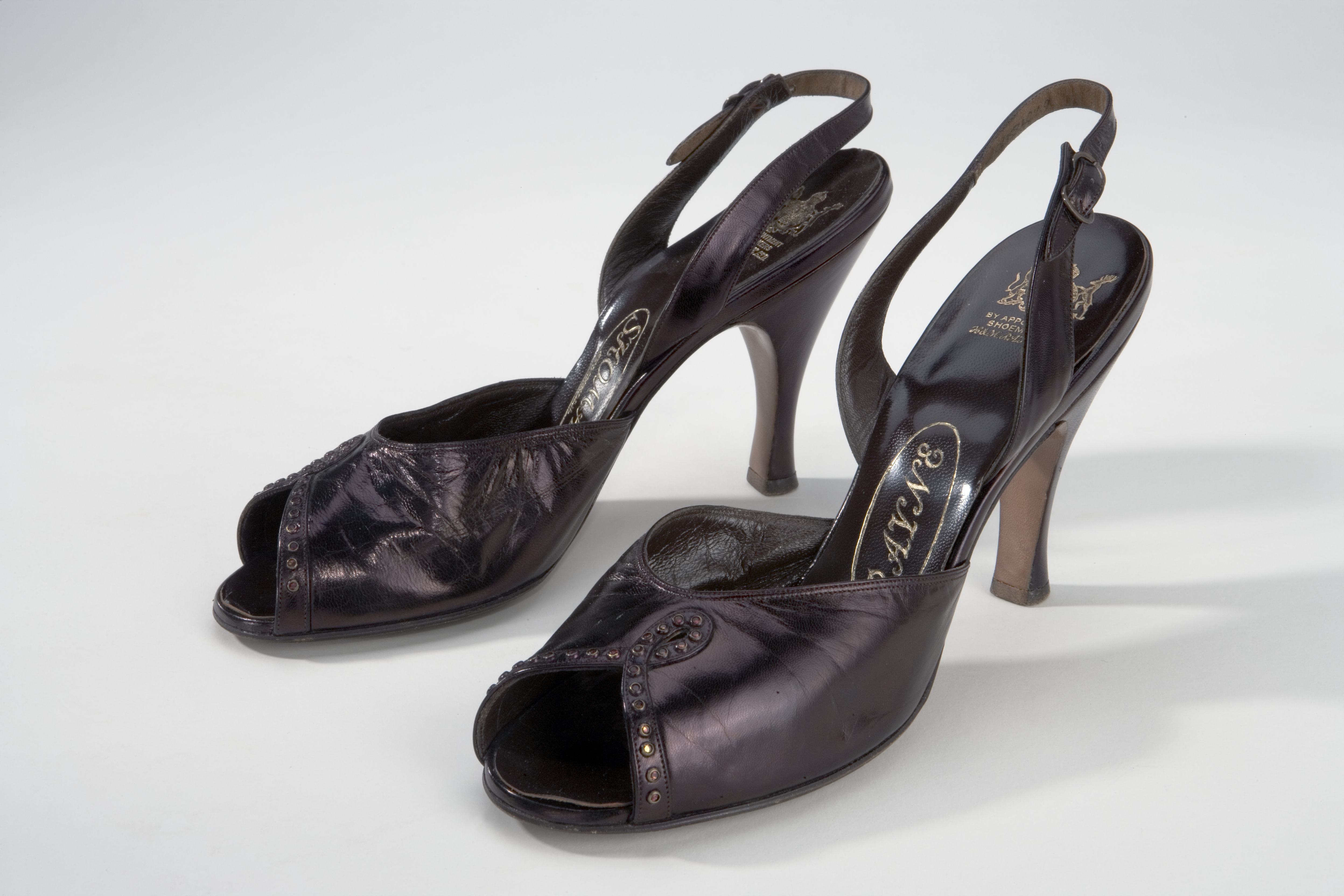
一對黑色的魚嘴鞋

魚嘴鞋（peep-toe shoe），又稱魚口鞋，是一種女鞋的款式，其鞋頭開有小口，露出部分腳趾，但又沒有涼鞋那樣可以看到整根腳趾。
魚嘴鞋流行於1940年代 ，但在1960年代卻消失了。到了1970年代到1980年代曾再度復興，但到1990年代中期又再退出時裝潮流。2010年代，魚嘴鞋的潮流再度回歸，而且不單只見於高跟鞋，也開始見於短靴的設計。